# Camelin
Camelin é uma comuna francesa na região administrativa de Altos da França, no departamento de Aisne. Estende-se por uma área de 9,15 km². Em 2010 a comuna tinha 460 habitantes (densidade: 50,3 hab./km²).